# Koštana Banović
Koštana Banović (Sarajevo, 13 maart 1960) is een Nederlands multi-disciplinair kunstenares en filmmaakster van Joegoslavische afkomst. Ze woont en werkt in Utrecht.

## Opleiding en werk
Banović werd geboren in voormalig Joegoslavië. Ze behaalde in 1988 een Bachelor of Fine Arts aan de Hogeschool voor de Kunsten Utrecht. Ook behaalde ze in 2015 een Master of Fine Arts aan het MAHKU te Utrecht. Daarnaast doceerde ze ook aan de Hogeschool voor de Kunsten.
Banović maakt vooral tekeningen en films. Haar films zijn op diverse internationale filmfestivals en in kunst ruimtes vertoond, waaronder het Centraal Museum in Utrecht, het Valkhof Museum in Nijmegen, het Nederlands Film Festival in Utrecht en filmfestivals in Oostenrijk en India.

## Stijl
Qua stijl laat Banović zich inspireren door mensen met migratie-achtergronden en hoe zij integreren in een nieuw land en cultuur.